# カンフー・パンダ ザ・シリーズ
『カンフー・パンダ ザ・シリーズ』（原題: Kung Fu Panda: Legends of Awesomeness）は、アメリカ合衆国とのテレビアニメである。現在ニコロデオンで放送されている。世界的大ヒット映画『カンフー・パンダ』のテレビシリーズ。
日本では2015年3月23日から2017年3月24日までディズニーXD、2015年9月29日から2016年10月2日までNHK BSプレミアムで放送され、2018年1月30日からニコロデオン、2021年2月からディズニーチャンネルで放送されている。

## あらすじ
小心者で怠け者だが食い意地だけは誰にも負けないジャイアント・パンダのポー。「伝説の龍の戦士」としてタイガー、モンキー、ヘビ、ツル、カマキリのマスター・ファイブと共に、シーフー老師のもと技を磨きながら平和の谷を守る大活躍。ユーモア満載、カンフー・アクション炸裂！新たなる敵を相手に、カンフー・マスターの道を究めるポーの愉快な大冒険の日々が始まる。

## 登場人物

### メイン
ポー（Po）
声：小松史法 / ミック・ウィンガート
パンダ。カンフーマスターで、龍の戦士。食べる事が大好き。悩みなんて一つもないほど天真爛漫な性格。ラーメン作りや、お菓子作りが得意。非常におしゃべりでよく冗談を言ったり、イタズラをして人をからかう事もあるが、それ以上に友だち思いで誰にでも優しく、困っている人がいると放っておけない。その純粋さ故に人を疑う事を知らず、すぐに人を信じて騙されてしまう事もある。
シーフー（Shifu）
声：浦山迅 / フレッド・タタショア
レッサーパンダ。平和の谷の翡翠(ひすい)城を統括する、ポーやマスター・ファイブの師匠。「-老師」や「お師匠様」と呼ばれている。 少し気難しい頑固者で、弟子には非常に厳しいが、それ以上に誇りに思っている。
ピン（Mr. Ping）
声：細谷カズヨシ / ジェームズ・ホン
ポーの育ての父親。ガチョウ。ラーメン屋をしている。少し気難しくて変わり者。

### マスター・ファイブ
タイガー（Tigress）
声：藏合紗恵子 / カリ・ウォールグレン
マスター・虎の戦士。ファイブの中でも非常に強い、リーダー的存在。
モンキー（Monkey）
声：後藤光祐 / ジェームズ・シー
マスター・猿の戦士。陽気で冗談好きな性格、ファイブのムードメーカー。
カマキリ（Mantis）
声：野沢聡 / マックス・コック
マスター・蟷螂の戦士。少し短気で気が強い。
ツル（Crane）
声：高坂宙 / アミール・タライ
マスター・鶴の戦士。ファイブの中でもかなり真面目。ちょっと冴えない面もある。
ヘビ（Viper）
声：鷄冠井美智子 / ルーシー・リュー
マスター・蛇の戦士。ファイブのまとめ役。

### 敵
ファン（Fung）
声：? / ジョン・ディマジオ
家業を継ぐのが嫌で山賊になったばかりの、ワニ(クロコダイル)の山賊団のボス。
ガーリ / ゲイリー（Gah-Ri / Gary）
声：各務立基 / フレッド・タタショア
ワニの山賊団の手下、ファンの右腕的存在で親友。かなり頭が良く、読書が趣味。
トン・フォー（Tong Fo）
声：岩崎ひろし / ジェフ・ベネット
メガネザル。小さい体に似合わない大きな目と、変態的なしゃべり方が特徴。
テムタイ（Temutai）
声：北村謙次 / ケビン・マイケル・リチャードソン
スイギュウ。チーダン国の王様、ボス。
サソリ（Scorpion）
声：? / リン・ミルグリム
サソリ。薬草に詳しく、元は平和の谷で医者をしていた。
リドン（Lidong）
声：? / ジム・カミングス
ファンのいとこ。ファンやガーリよりも体が倍以上大きい、非常に凶暴なワニ。
ダオダイ（Taotie）
声：後藤哲夫 / ウォーレス・ショーン
発明家。かつて子どもの頃、翡翠城でシーフーと共に修行をしていたイボイノシシ。

## 用語解説
平和の谷（The Valley of Peace）
物語の舞台となる、ポーたちが住む、中国のどこかにある地。
翡翠（ひすい）城（Jade Palace）
約900年前に作られたと言われる、平和の谷にある城。
龍の戦士（Dragon Warrior）
ポーの事。マスター・ファイブよりも強い者がなる事の出来る、最強の伝説の戦士。
チョーゴン刑務所（Chorh-Gom Prison）
雪山の奥に建つ刑務所。かつてはタイ・ラン1人だけを収容していたが、タイ・ランを倒した現在では他の犯罪者たちが入所している。大勢のサイが監視員として働いている。

## エピソードリスト

### シーズン1
- 1話「友情は毒よりも強し」（Scorpion's Sting）
- 2話「まんじゅうを甘くみるな！」（Sticky Situation）
- 3話「わがままにも一理あり」（The Princess and the Po）
- 4話「戦士は運命を共にすべし」（Chain Reaction）
- 5話「友をもてあそぶべからず」（Fluttering Finger Mindslip）
- 6話「同情は人のためならず」（Rhino's Revenge）
- 7話「闇の誘惑に耐えよ！」（Owl Be Back）
- 8話「心の眼でものを見よ！」（Sight for Sore Eyes）
- 9話「ウソもほどほどにすべし」（Hometown Hero）
- 10話「龍の戦士も永遠ならず」（Challenge Day）
- 11話「時には敵をも信じよ！」（Good Croc, Bad Croc）
- 12話「戦わざるものこそ強し」（Po Fans Out）
- 13話「善悪、合わせてひとつなり」（Bad Po）
- 14話「内なる声を聞け！」（My Favorite Yao）
- 15話「愛で毒を制するべし」（Love Stings）
- 16話「戦いの過程こそ意味あり」（Hall of Lame）
- 17話「牢屋に入らずんば敵を得ず」（Jailhouse Panda）
- 18話「子の心　親は知らぬものなり」（Big Bro Po）
- 19話「親の深さを知るべし！」（Master Ping）
- 20話「師の教えは山よりも重し」（Ghost of Oogway）
- 21話「ダメな親には旅をさせろ」（Father Crime）
- 22話「ねたみ深き者 久しからず！」（The Kung Fu Kid）
- 23話「ドロボーと言うドロボーはなし」（Ladies of the Shade）
- 24話「老いてもなお技を磨くべし」（In With the Old）
- 25話「兄弟は互いを助けよ！」（Monkey in the Middle）
- 26話「ヒーローとは永遠なり」（Has-Been Hero）

### シーズン2
- 27話「子守りもまた修行なり」（Kung Fu Day Care）
- 28話「誰にもオタクの心あり」（The Maltese Mantis）
- 29話「狩る者も時には狩られる」（The Most Dangerous Po）
- 30話「飛べないツルは ただの鳥」（Crane on a Wire）
- 31話「機転と危険は紙一重」（Shifu's Back）
- 32話「一人でも正義を貫くべし」（The Midnight Stranger）
- 33話「信じ難きものを信じよ！」（The Po Who Cried Ghost）
- 34話「意地を張っても一利なし」（The Break Up）
- 35話「怠け心に悪魔がささやく」（Kung Shoes）
- 36話「ウソから生まれる絆あり」（Qilin Time）
- 37話「修行も過ぎれば毒となる」（A Tigress Tale）
- 38話「正しく導く声を聞け」（Master and the Panda）
- 39話「贈り物は見た目ではなし」（Present Tense）
- 40話「信じれば力は湧くもの」（Royal Pain）
- 41話「遠くて近きは敵同士」（Bosom Enemies）
- 42話「恋を邪魔すれば友を失う」（Secret Admirer）
- 43話「招かれざる者になるなかれ」（Invitation Only）
- 44話「焼けボックイに火は着かず」（Shifu's Ex）
- 45話「サインは平和のためにせよ！」（Shoot the Messenger）
- 46話「真の龍の戦士となれ -前編-」（Enter the Dragon Part 1）
- 47話「真の龍の戦士となれ -後編-」（Enter the Dragon Part 2）
- 48話「子は知らぬうちに育つもの」（Mama Told Me Not to Kung Fu）
- 49話「大は小を兼ねず！」（Huge）
- 50話「旅は仲間連れ」（The Secret Museum of Kung Fu）
- 51話「強がりは弱さの裏返し」（Terror Cotta）
- 52話「精神力こそ戦士の魂なり」（The Spirit Orbs of Master Ding）

### シーズン3
- 53話「若作りより年の功」（Five is Enough）
- 54話「聞くは一時の勇気」（A Thousand and Twenty Questions）
- 55話「花嫁は災いの元」（Bride of Po）
- 56話「人の心は知らぬが花」（Mind Over Manners）
- 57話「昨日の敵は今日も敵」（War of the Noodles）
- 58話「武士の魂、パンダに宿る」（The Way of the Prawn）
- 59話「沈黙は力なり」（Mouth Off）
- 60話「裏切りは蜜の味」（Serpent's Tooth）
- 61話「絶品スープは悪を制す」（The Goosefather）
- 62話「子どもを甘く見るべからず」（Po Picks a Pocket）
- 63話「おごれる者は戦士にあらず」（Croc You Like A Hurricane）
- 64話「考える者 これぞ真の戦士なり！ -前編-」（Emperors Rule Part 1）
- 65話「考える者 これぞ真の戦士なり！ -後編-」（Emperors Rule Part 2）
- 66話「カンフーは使うことこそ意味あり」（Kung Fu Club）
- 67話「戦士は食わねど戦士なり」（The Hunger Game）
- 68話「師の言葉は時の流れに勝る」（A Stitch in Time）
- 69話「調和を求めて孤立をおそれず」（Eternal Chord）
- 70話「人生の目標なくして人生なし」（Apocalypse Yao）
- 71話「焼けボックイに火はつく」（Crazy Little Ling Called Love）
- 72話「龍の戦士は心を磨くべし」（The Real Dragon Warrior）
- 73話「師の不名誉は弟子が取り返せ！」（The First Five）
- 74話「悪人といえども親子の絆はあり」（Youth in Re-Volt）
- 75話「事実は妄想より奇なり」（See No Weevil）
- 76話「怒りに身をまかせれば災いあり」（Goose Chase）
- 77話「教えた子どもに教えられ」（Face Full of Fear）
- 78話「仲たがいは最大の危機なり」（Forsaken and Furious）
- 79話「あちらもこちらも立てるべからず」（Camp Ping）
- 80話「悪人の心にも善の光はあり」（Po the Croc）

字幕放送を実施しており、黄色はポー、水色はシーフー老師、緑色はマスター・モンキー、その他のキャラクターは白色で表示される。

## 日本語版スタッフ
- 翻訳 - 千葉真美、馬場亮
- 演出 - 向山宏志
- 音楽演出 - 市之瀬洋一
- 録音制作 - 東北新社（1話 - ?）⇒スタジオ・エコー（? - 最終話）